# Aggersborg Kirke
Aggersborg Kirke er en kirke i Aggersborg Sogn, umiddelbart nord for vikingeborgen Aggersborg i Vesthimmerlands Kommune. Beliggende højt oppe nær Limfjordskysten har den i århundreder været brugt af søfarende til navigation i Løgstør Bredning.
- Set fra vikingeborgen